# Рома Футзал
«Рома Футзал» (итал. A.S. Roma Futsal) — итальянский мини-футбольный клуб из Рима, образованный в результате объединения клубов «Рома РКБ» (итал. Roma RCB) и «БНЛ Кальчетто» (итал. BNL Calcetto), каждый из которых неоднократно побеждал в чемпионате Италии и становился сильнейшим в Европе. Ныне играет в низших дивизионах чемпионата.

## История
На двоих «Рома РКБ» и «БНЛ Кальчетто» выиграли девять скудетто. Первый клуб с пятью победами является рекордсменом по этому показателю, второй с четырьмя занимает второе место. Добились клубы успехов и в Европе. В 1988 году, обыграв в финале Турнира Европейских Чемпионов испанский клуб «Ла-Гаррига Изолар», «Рома РКБ» завоевала титул сильнейшей команды Европы. А в 1996 году этот успех повторил «БНЛ Кальчетто», обыграв другой испанский клуб «Лепанто Пинтурас Сарагоса». В 1997 и 2000 годах он вновь играл в финале, но уступил российской «Дине» и испанской «Каха Сеговии» соответственно.
В 2004 году оба итальянских гранда объединились. Вначале объединённый клуб являлся одним из лидеров чемпионата, но с годами его результаты ухудшались. В сезоне 2007/08 он вылетел из серии A, а в следующем проследовал ещё ниже.

## Достижения клуба
Рома РКБ:
- Победитель Турнира Европейских Чемпионов по мини-футболу 1989
- Чемпион Италии по мини-футболу (5): 1987/88, 1988/89, 1989/90, 1990/91, 2000/01
- Обладатель Кубка Италии по мини-футболу (2): 1988/89, 1989/90

БНЛ Кальчетто:
- Победитель Турнира Европейских Чемпионов по мини-футболу 1996
- Чемпион Италии по мини-футболу (4): 1991/92, 1994/95, 1995/96, 1996/97
- Обладатель Суперкубка Италии по мини-футболу 1992

## Бывшие известные игроки
- Винисиус Бакаро
- Фернандо Грана
- Стефано Колантуоно